# Vaslav Nijinski
« Nijinski » redirige ici. Pour les autres significations, voir Nijinski (homonymie).
Vaslav Nijinski (en russe : Вацлав Фомич Нижинский, Václav Fomíč Nižínskij ; en polonais : Wacław Niżyński), aussi retranscrit Vaclav Nijinsky ou Vatslav Nizhinski, né à Kiev probablement le 28 février 1889 (12 mars dans le calendrier grégorien) et mort le 8 avril 1950 à Londres, est un danseur et chorégraphe russe d'origine polonaise.
Il est le danseur-étoile des Ballets russes et marque de son interprétation les créations de Schéhérazade, du Spectre de la rose, de Petrouchka et de L'Après-midi d'un faune.
Vaslav Nijinski est aussi l'auteur d'un système de notation de la danse qu'il invente pour son usage personnel. Grâce aux recherches de spécialistes, il a été possible de reconstituer fidèlement certaines de ses chorégraphies, dont L'Après-midi d'un faune et une partie du Sacre du printemps.

## Biographie

### Famille et enfance
Né le 12 mars 1889, Vaslav Nijinski est le fils des danseurs polonais Tomasz Niżyński et Eleonora Bereda. Menant une existence précaire, ils sont souvent en tournée.   
En 1886 naît le fils aîné du couple, Stanislav. Il sera durant son adolescence diagnostiqué comme schizophrène et placé dans un asile d'aliénés, où il décèdera à l'âge de 18 ans des suites d'un incendie. La plus jeune de la fratrie, Bronislava, voit le jour en 1890. Elle connaîtra une grande carrière en tant que danseuse et chorégraphe.  
Les parents introduisent leurs enfants à la danse et Vaslav montre des prédispositions pour celle-ci. En 1894, âgé de quatre ans, il se produit pour la première fois en public avec son frère en dansant le hopak, une danse ukrainienne que leur avait apprise leur père.  

### L'École impériale du ballet
En 1897, Tomasz abandonne sa famille pour rejoindre sa maîtresse, une danseuse finlandaise du nom de Rumiantseva. Eleonora part donc avec ses trois enfants à Saint-Pétersbourg. À partir de 1900, Vaslav fréquente l'École impériale du ballet où il est inscrit par sa mère. Il y suit les enseignements de Sergei Legat, Pavel Gerdt, et Mikhaïl Obukhov. Il rencontre de sérieux problèmes dans ses comportements sociaux et ses relations avec les autres élèves sont conflictuelles. Il fait également face à des difficultés scolaires importantes dans les matières autres que la musique, la gymnastique et le dessin. Il devient toutefois reconnu pour son exceptionnelle virtuosité de danseur ainsi que pour ses sauts. En 1907, à l'âge de 17 ans, il est diplômé de l'École impériale du ballet. Au sein du Ballet du Théâtre Mariinsky (en), il est promu au rang de coryphée sans passer par celui de quadrille.  
Amant du prince Pavel Lvov, il rencontre en 1908 par son entremise l'impresario Serge de Diaghilev. Issu de la haute bourgeoisie pétersbourgeoise, il est alors l'une des plus importantes figures dans le monde de l'art à Saint-Pétersbourg, et est présenté comme quelqu'un pouvant être utile à Nijinski,. Ils seront amants jusqu'en 1913, et Diaghilev le révèlera comme le plus grand danseur de son époque. 

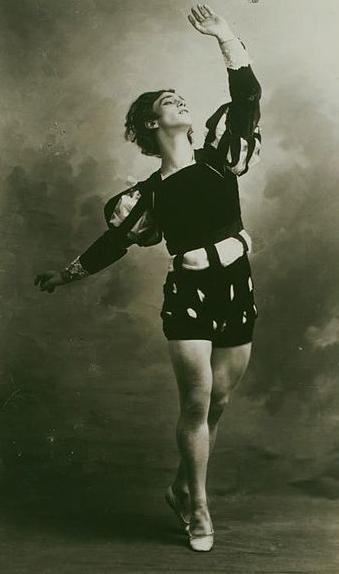
Nijinski dans le rôle d'Albrecht, 1911.

### Ballets russes
Serge de Diaghilev est responsable du choix de la troupe de danseurs du théâtre Mariinsky pour les représentations des Ballets russes à Paris et à Londres. Il entre en conflit avec la direction du Mariinsky lorsqu’il veut engager Nijinski pour la tournée. En 1911, la mise en scène de Diaghilev pour le ballet Giselle  avait en effet provoqué un scandale, Nijinski dansant devant les membres de la Maison impériale Romanov sans porter les hauts-de-chausses obligatoires à l’époque, alors qu'il interprète le prince Albrecht (avec Tamara Karsavina dans le rôle de Giselle). Nijinski avait été immédiatement licencié, le justaucorps court et le maillot moulant de son costume – dessiné par Alexandre Benois – étant jugés indécents.
Les Ballets russes connaissent un immense succès à l’époque, en raison de la mode de l’orientalisme, alors très en vogue dans la société parisienne et londonienne. Le talent de Diaghilev, les musiques et chorégraphies modernes, avec des costumes très travaillés, et des décors de grande qualité (Cocteau, Bakst, Benois et Picasso), donnent à la compagnie une dimension avant-gardiste et font des Ballets russes l'une des compagnies les plus influentes du XXe siècle. Diaghilev abandonne rapidement le répertoire classique pour commander de nouveaux ballets, créés autour des œuvres de Debussy, Ravel, Strauss, ou encore de Falla.
Vaslav Nijinski danse pour les premières des Ballets russes suivants :
- Cléopâtre (chorégraphie de Michel Fokine, 1909) ;
- Shéhérazade (chorégraphie de Fokine, 1910) ;
- Carnaval (chorégraphie de Fokine, 1910) ;
- Petrouchka (chorégraphie de Fokine, 1911) ;
- Le Spectre de la rose (chorégraphie de Fokine, 1911) ;
- Le Dieu bleu (chorégraphie de Fokine, 1912) ;
- Daphnis et Chloé (chorégraphie de Fokine, 1912) ;
- L'Après-midi d'un faune (chorégraphie de Nijinski, 1912) ;
- Jeux (chorégraphie de Nijinski, 1913) ;
- Le Sacre du printemps (chorégraphie de Nijinski, 1913) ;
- Till l'Espiègle (chorégraphie de Nijinski, 1917).

### Pièces orientales

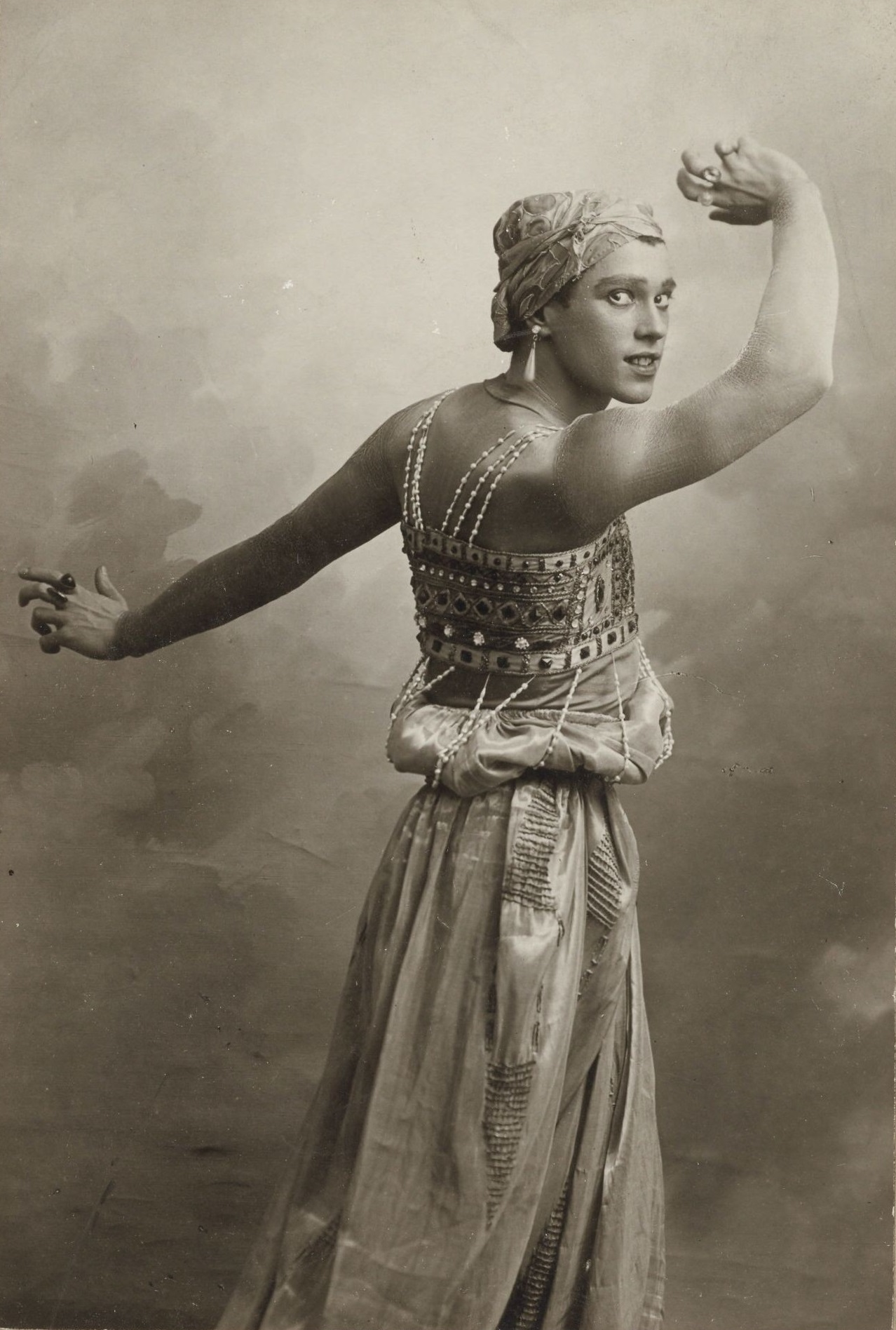
Nijinski, l’esclave doré dans Shéhérazade.

La première saison des Ballets russes est consacrée aux pièces orientales, particulièrement appréciées par le public parisien d'alors. Les ballets lyriques orientaux Shéhérazade, Daphnis et Chloé et Le Dieu bleu sont des pièces divertissantes et oniriques, qui correspondent au profil androgyne et félin de Nijinski (particulièrement dans son rôle d'esclave dans Shéhérazade).
Les pièces orientales atteignent le sommet de leur gloire avec le ballet Shéhérazade. Ida Rubinstein dans le rôle de Zobéide, et Nijinski dans le rôle de l’esclave, dansent sur scène avec un art relevant presque de la pantomime. Mais plus que les idées chorégraphiques, c’est la mise en scène et les costumes de Léon Bakst qui marquent profondément les esprits. Après l'échec public du ballet Le Dieu bleu, Diaghilev se sépare peu à peu de son chorégraphe Fokine.
À travers le répertoire de ballet de Fokine, c’est également la première fois qu’un danseur est au centre de l’attention et de la renommée d’un ballet. Le public attendant tout particulièrement les sauts athlétiques de Nijinski, ainsi que la qualité de son interprétation lyrique d’acteur. La scénographie et les costumes sont également très appréciés.
Avec L'Oiseau de feu, Igor Stravinsky, qui deviendra rapidement un collaborateur très important pour les partitions de ballet de la compagnie, propose pour la première fois une de ses œuvres. Au départ, c'est Tamara Karsavina, la partenaire principale de Nijinski, qui interprète le rôle de l’oiseau de feu. Après le départ de Fokine des Ballets russes en 1912, le poste de chorégraphe est repris par Nijinski, qui a déjà contribué aux idées chorégraphiques dans les ballets Shéhérazade, L'Oiseau de feu et Petrouchka.

### Le Spectre de la rose
Avec Le Spectre de la rose (inspiré du poème homonyme de Théophile Gautier) apparaît de façon claire le virage chorégraphique du travail de Fokine. La nouvelle chorégraphie de Fokine, pour le couple Karsavina-Nijinski, introduit une véritable révolution dans la danse en couple puisqu'elle libère le danseur masculin de son rôle classique, en lui donnant un rôle androgyne ; cette chorégraphie permet au danseur masculin d’avoir autant d'importance que la ballerine, ce qui n'est pas le cas dans les ballets classiques.
Le ballet, qui se déroule dans les songes d'une femme, dans lesquels il n'y a pas de hiérarchisation des sexes, font du Spectre de la rose un nouveau concept en soi, qui dépasse la tradition classique du ballet, en répondant pourtant toujours aux canons du ballet romantique, à travers les mouvements et l’utilisation de l’espace.

### Pièces russes

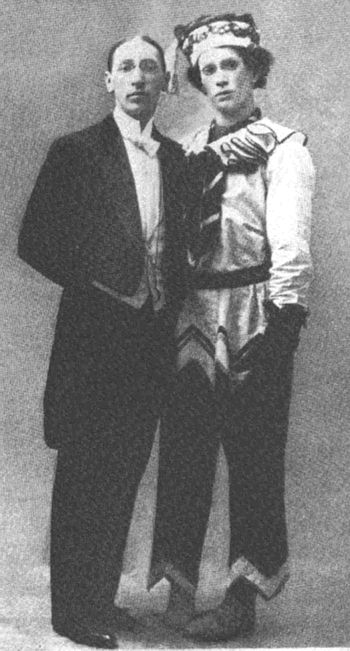
Stravinsky et Nijinski (en costume de Petrouchka), 1911.

Avec Stravinsky, c’est la première fois que l’on redécouvre un compositeur exceptionnel pour les pièces de ballet depuis longtemps. Le travail réalisé autour de la pièce Petrouchka laisse déjà apparaître une rupture de style importante, à travers l’écriture caractéristique de Stravinsky et les innovations chorégraphiques de Nijinski.
La relation entre les trois personnages de Petrouchka, de la ballerine et du magicien appartient au mouvement moderne. Lors de la première de Petrouchka en 1911, l’interprétation dramaturgique de Nijinski fut acclamée. Sarah Bernhardt dit à propos de Nijinski : « J'ai peur, j'ai peur, car je vois l'acteur le plus grand du monde »[réf. nécessaire]. Tamara Karsavina était la partenaire de Nijinski dans Petrouchka, le magicien était interprété par le professeur de ballet de Nijinski, Enrico Cecchetti.

### Révolution chorégraphique et musicale

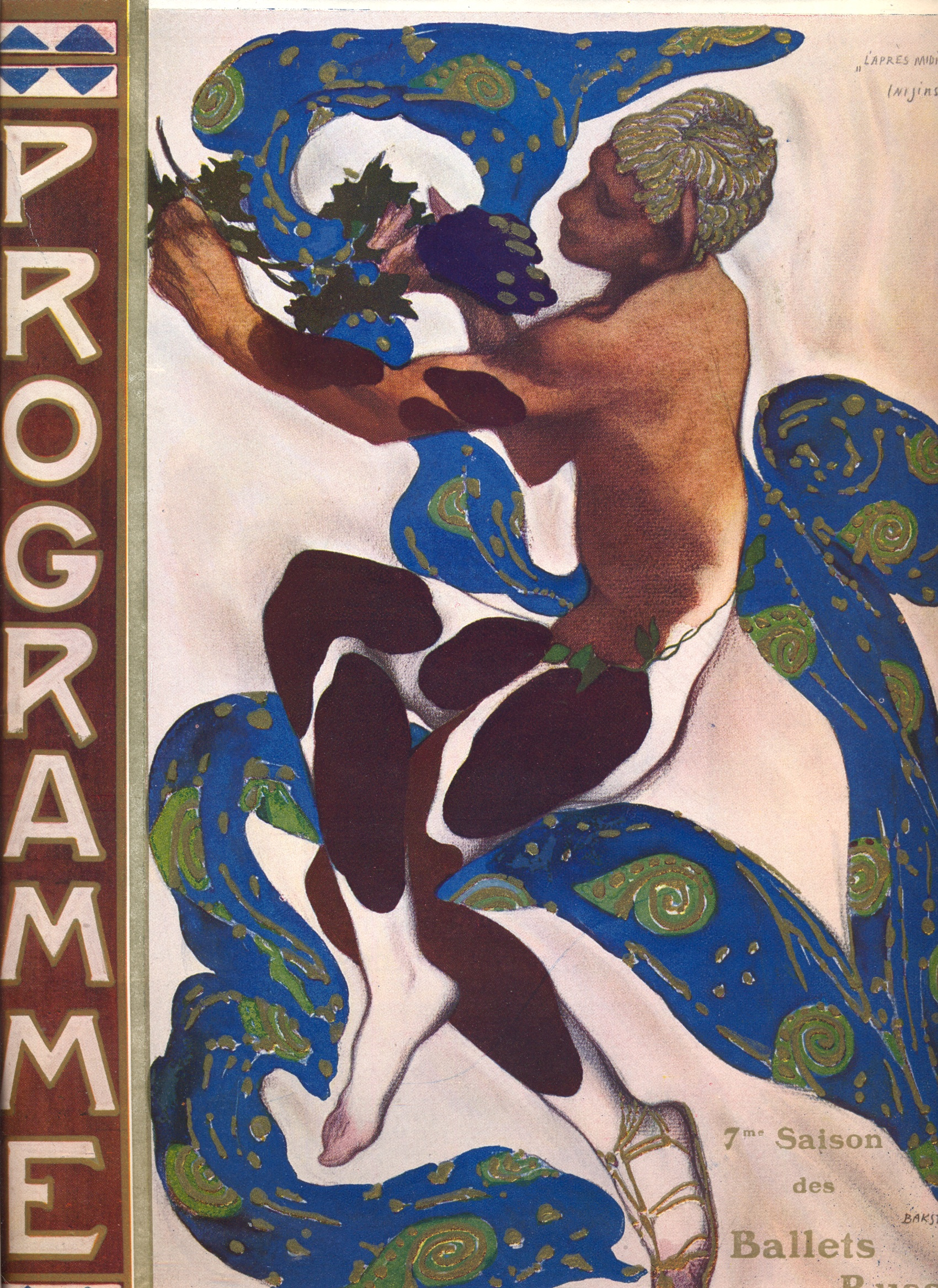
Léon Bakst, Nijinski dans “L'Après-midi d'un faune”.

Vaslav Nijinski opère une rupture avec le passé en 1912, avec L'Après-midi d'un faune, d'après le Prélude à l'Après-midi d'un faune de Claude Debussy. Très bon danseur classique, réputé entre autres pour ses bonds magnifiques, il crée cette pièce avec un seul petit bond, des déplacements latéraux, corps cassé, sans repères, dans un mouvement unique, sans thèmes ni accents marquant le tempo. Pour la première fois, Diaghilev confia le travail chorégraphique entièrement à Nijinski, en l'assurant de son soutien total. L’absence d’expérience de Nijinski en tant que chorégraphe se fit particulièrement ressentir lorsqu’il fallut transmettre de nouvelles idées à l’ensemble du ballet, tout particulièrement pour les mouvements tout à fait novateurs de L'Après-midi d'un faune, qui étaient saccadés et très différents des mouvements de ballets classiques.
Lors de la première de L'Après-midi d'un faune, il y eut de fortes polémiques, du fait de la chorégraphie révolutionnaire de Nijinski (un orgasme est évoqué à la fin de la pièce), mais également des réactions calculées de Diaghilev concernant les sous-entendus sexuels[réf. nécessaire]. Le critique Gaston Calmette écrivit dans Le Figaro du 30 mai 1912 : « Je suis persuadé que tous les lecteurs du Figaro qui étaient hier au Châtelet m’approuvent si je proteste contre l’exhibition trop spéciale qu’on prétendait nous servir comme une production profonde, parfumée d’art précieux et d’harmonieuse poésie. Ceux qui nous parlent d’art et de poésie à propos de ce spectacle se moquent de nous. Ce n’est ni une églogue gracieuse ni une production profonde. Nous avons eu un faune inconvenant avec de vils mouvements de bestialité érotique et des gestes de lourde impudeur. »
Auguste Rodin contredit cette position dans un article ouvert dans Le Matin : « Aucun rôle n’a montré Nijinski aussi extraordinaire que sa dernière création de l'Après-midi d’un faune. Plus de saltations, plus de bonds, rien que les attitudes et les gestes d’une animalité à demi-consciente… Il a la beauté de la fresque et de la statuaire antiques… Rien n’est plus saisissant que son élan, lorsqu’au dénouement, il s’étend la face contre terre, sur le voile dérobé qu’il baise et qu’il étreint avec la ferveur d’une volupté passionnée[réf. nécessaire]. »
Après que Diaghilev eut fêté son succès inattendu avec le Faune, il demanda à Stravinsky, qui avait déjà écrit la musique de Petrouchka et de L'Oiseau de feu, de composer une pièce moderne sur le thème de la Russie préhistorique. Il composa alors Le Sacre du printemps, dont le ballet fut une œuvre tout à fait remarquable. Avec Le Sacre du printemps, Nijinski décortique les positions classiques : les danseurs ont les pieds rentrés et les genoux pliés. Le moderne s'impose en pleine tradition du ballet russe.
La chorégraphie de Nijinski pour Le Sacre du printemps surprit le public parisien au théâtre des Champs-Élysées à tel point que, durant la première représentation, un fort tumulte régna, accompagné de cris et d'altercations. La pièce ne put être poursuivie qu’après l’intervention de la police.
Les réactions du public créèrent un tel scandale que les danseurs ne pouvaient plus suivre la musique de Stravinsky et devaient se fier aux instructions que Nijinski leur donnait depuis les coulisses.
Stravinsky décrit la représentation dans sa biographie : « [J'ai] quitté la salle dès les premières mesures du prélude, qui tout de suite soulevèrent des rires et des moqueries. J'en fus révolté. Ces manifestations, d'abord isolées, devinrent bientôt générales et, provoquant d'autre part des contre-manifestations, se transformèrent très vite en un vacarme épouvantable[réf. nécessaire]. »
Le compositeur restera très critique vis-à-vis du travail chorégraphique de Nijinski et écrit dans ses chroniques : « L'impression générale que j'ai eue alors, et que je garde jusqu'à présent de cette chorégraphie, c'est l'inconscience avec laquelle elle a été faite par Nijinski. On y voyait tellement son incapacité à assimiler et à s'approprier les idées révolutionnaires qui constituaient le credo de Diaghilev et qui lui étaient obstinément et laborieusement inculquées par celui-ci. On discernait dans cette chorégraphie un très pénible effort sans aboutissement plutôt qu'une réalisation plastique simple et naturelle découlant des commandements de la musique[réf. nécessaire]. »
Seul Diaghilev mesura le triomphe qu’il avait alors remporté, bien conscient qu’une telle réaction du public attirerait sur la troupe toute l’attention de la société parisienne. Stravinsky ne se réconcilia que des années plus tard avec sa pièce et le public.

### Mise à pied puis retour dans les Ballets russes
Lors d’une tournée en Amérique du Sud en 1913, à laquelle Diaghilev, souffrant d’un fort mal de mer, ne put prendre part, Nijinski tomba amoureux de la danseuse hongroise Romola de Pulszky et l’épousa le 10 septembre de la même année à Buenos Aires.  En chemin, à Vienne, son épouse Romola donne naissance le 19 juin 1914 à une fille, Kyra (décédée le 1er septembre 1998) — qui, en 1936, deviendra la première épouse du musicien Igor Markevitch. Dans un élan de jalousie, Diaghilev, qui reçut un choc en lisant le télégramme annonçant le mariage, congédia Nijinski sans préavis.

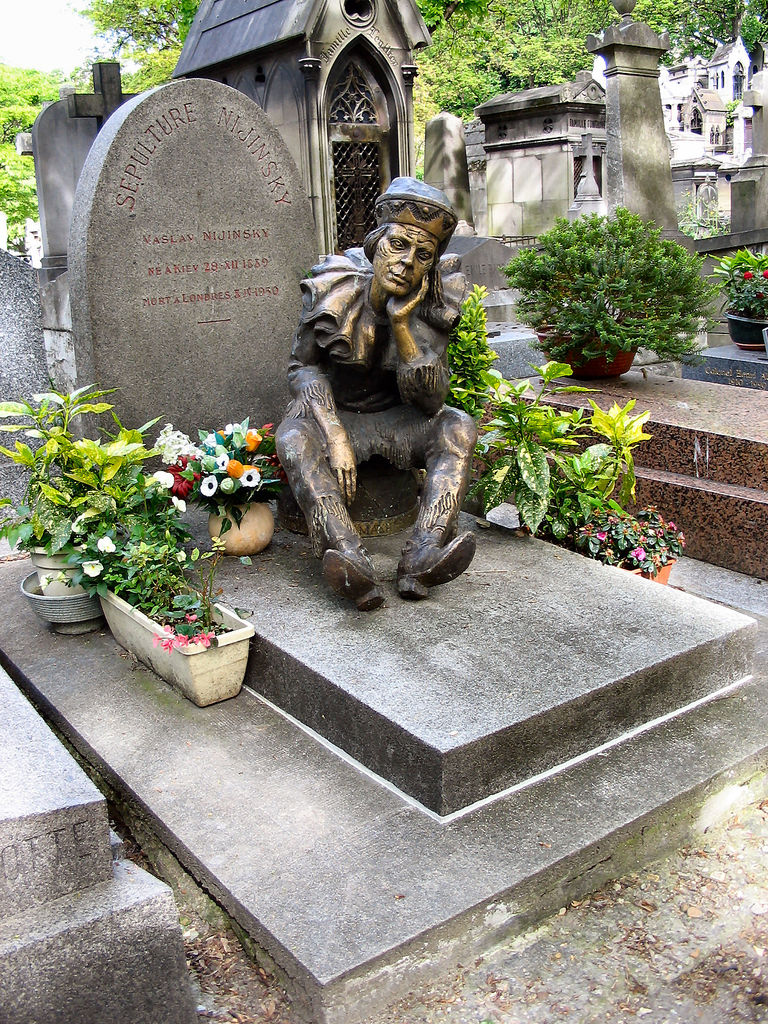
Tombe de Vaslav Nijinski, Paris, cimetière de Montmartre.

Durant la Première Guerre mondiale, Nijinski, en tant que citoyen russe, fut fait prisonnier en Hongrie. C’est seulement en 1916 que Diaghilev se donna la peine de proposer à nouveau un rôle à Nijinski. Lors de la tournée des Ballets russes en Amérique du Nord durant l’année 1916, Nijinski eut l’opportunité de créer une chorégraphie pour la partition de Richard Strauss Till l'Espiègle. Durant la tournée, à partir de 1917, les signes d’une maladie mentale ou trouble neurologique se firent de plus en plus évidents chez Nijinski. Il considérait Diaghilev, qu’il ne devait plus jamais revoir en bonne santé, comme son pire ennemi. Malgré tout, le Till l'Espiègle de Nijinski put être terminé et fut représenté pour la première fois à New York. Durant la tournée, la compagnie se rendit également à Los Angeles, où Nijinski rencontra Charlie Chaplin. Cette rencontre inspira l’acteur, notamment dans son film Une idylle aux champs[réf. nécessaire].
Nijinsky souffrait entre autres d'hallucinations et, en mars 1919, le psychiatre de Zurich Eugen Bleuler lui diagnostique une schizophrénie,. Sa femme le fait soigner en Suisse, sans succès. 
Il danse pour la dernière fois en public le 19 janvier 1919, dans la Festsaal de la Suvretta House (en) à Saint-Moritz, au cours d'une représentation de charité. Il est alors âgé de 29 ans. Le public est choqué par cette danse violente et chaotique, que sa femme Romola qualifie de « danse de la vie contre la mort ». Ce moment est relaté de sa main dans ses Cahiers dans les heures ou les jours suivant l'évènement, et Nijinski écrit à propos de cette représentation « Toute la soirée j'ai senti Dieu. Il m'aimait. Je l'aimais. Nous étions mariés. ». 
En effet, durant son séjour à la villa Guardamunt à Saint-Moritz, Nijinski écrit entre janvier et mars 1919 trois cahiers exposant sa détresse psychologique, illustrés de nombreux dessins abstraits et d'annotations chorégraphiques, le quatrième et dernier cahier étant composé de poèmes et de lettres. 
L'année 1919 est le moment de bascule entre sa carrière de chorégraphe-danseur et la décompensation progressive de sa schizophrénie catatonique. Le reste de sa vie sera constitué de séjours d'hôpitaux en cliniques. Il meurt à Londres le 8 avril 1950. Originellement enterré au cimetière de St. Marylebone (en) à Londres, il est finalement inhumé trois ans plus tard, en 1953, à Paris, au cimetière de Montmartre (22e division). Sa tombe est ornée d'une statue le représentant dans le rôle de Pétrouchka, réalisée par l'artiste russe Oleg Abaziev. 

## Chorégraphies
- L'Après-midi d'un faune (Paris, théâtre du Châtelet, 29 mai 1912), musique de Claude Debussy.
- Jeux (Paris, théâtre des Champs-Élysées, 15 mai 1913), musique de Claude Debussy.
- Le Sacre du printemps (Paris, théâtre des Champs-Élysées, 29 mai 1913), musique d'Igor Stravinsky.
- Till l'Espiègle (1916), musique de Richard Strauss.

## Publication
- Vaslav Nijinski (trad. du russe par Christian Dumais-Lvowski et Galina Pogojeva), Cahiers. Le Sentiment. (version intégrale et non expurgée), Paris, Actes Sud, coll. « Babel », 2000, 384 p. (ISBN 978-2-7427-2919-7)

## Hommages

### Récompenses à son nom
- Une distinction délivrée à des personnalités de la danse porte son nom : le prix Nijinski.

### Danse
- En 1979, le chorégraphe John Neumeier présente un ballet court intitulé Vaslav, inspiré de la vie de Nijinski. La pièce est présentée dans sa version intégrale en 2000 par le ballet de Hambourg sous le titre Nijinsky. Il ne s'agit pas d'une pièce à caractère biographique mais d'une évocation de ses principaux rôles au sein des Ballets russes et de son basculement dans la folie, articulés autour du point central de sa dernière danse à Saint-Moritz en 1919[13].

### Cinéma
- Un film a été tourné sur sa vie : Nijinski de Herbert Ross en 1980.
- Rudolf Noureev l'a incarné dans une transposition très romancée, le film Surexposé de James Toback en 1983.
- Nijinsky 1912, un projet de Christian Comte, rassemble quelques rares extraits de Nijinski dansant L'Après-midi d'un faune.

### Théâtre
- Inspiration profonde pièce de théâtre chorégraphiée d'après les écrits du danseur, adaptation avec écriture complétive et mise en scène de Régis Moulu, théâtre de Saint-Maur, (2011)[16].

### Littérature

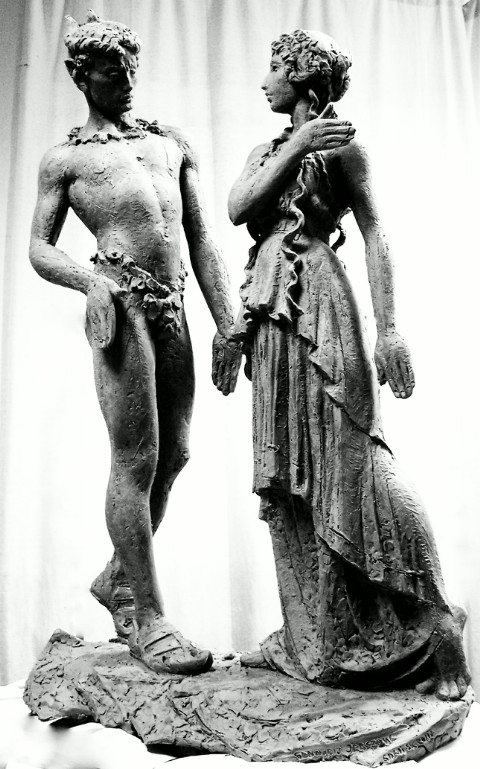
Sculpture de Vaslav et Bronislava Nijinska, Grand Théâtre de Varsovie.

- Sculpture de Vaslav et Bronislava Nijinska, Grand Théâtre de Varsovie.L'auteur néerlandais Arthur Japin lui a consacré en 2010 un roman, Vaslav, paru aux éditions De Arbeiderspers[17].

### Beaux-Arts
- Le sculpteur Auguste Rodin a réalisé en 1912 une sculpture le représentant[18].
- Le 11 juin 2011, la première sculpture polonaise des danseurs Vaslav Nijinski et de sa sœur Bronislava Nijinska a été dévoilée dans le foyer du Grand Théâtre de Varsovie. Il les met en scène dans leurs rôles de Faune et de Nymphe du ballet L'après-midi d'un faune. Commandée par le Ballet national de Pologne, la sculpture a été réalisée en bronze par le sculpteur polono-ukrainen Guennadi Erchov.

### Expositions
- Du 24 octobre 2000 au 18 février 2001, le musée d'Orsay lui consacre, en partenariat avec le Dansmuseet (en) de Stockholm, une exposition sous le commissariat de Martine Kahane, avec la participation de la Bibliothèque nationale de France et de John Neumeier, alors directeur du ballet de Hambourg[19].

### Musique
- La chanson Nijinsky Hind de l'album Unicorn de T. Rex lui est dédiée.
- Le chanteur Daniel Darc lui a consacré un titre, Nijinski, sur l'album du même nom sorti en 1994.
- Damien Saez l'évoque dans le morceau Petrushka, consacré à la danse russe, sur l'album Le Manifeste 2016-2019 : Ni dieu ni maître en 2019.

### Autres
- Un cheval de course, Nijinsky II, a été nommé ainsi en son honneur.
- Depuis 1990, au sein du square de la Tour Saint-Jacques à Paris, une allée porte son nom.

#### Journal
- Vatslav Nijinski (trad. G. S. Solpray), Journal de Nijinsky, Gallimard, 1988, ©1953, 210 p. (ISBN 978-2-07-038424-2, OCLC 489618983, lire en ligne), réédité dans la collection « Folio » en 2002.
- Vaslav Nijinski (trad. Galina Pogojeva, Texte complet), Cahiers : le sentiment, Actes Sud, 2000, ©1995, 379 p. (ISBN 978-2-7427-2919-7, OCLC 46661881, lire en ligne).

#### Principales biographies de Nijinski
- Romola Nijinski, Nijinski, 1934.
- (en) Anatole Bourman, Tragedy of Nijinsky, Greenwood Press, 1936.
- Françoise Reiss, La Vie de Nijinsky, éditions d'Histoire de l'art, 1957.
- Anna-Maria Turri, Nijinsky : l'invention de la danse, Le Félin, 1988.
- Peter Oswald, Vaslav Nijinski, un saut dans la folie, Passage des Marais, 1993.
- (en) Richard Buckle, Nijinsky, London, Phoenix Giant, 1998.
- Catalogue de l’exposition Nijinsky (1889-1950) au musée d'Orsay (23 octobre 2000 - 18 février 2001).
- Guillaume de Sardes, Nijinsky : sa vie, son geste, sa pensée, Paris, Hermann, 2006.
- Ann-Gaël Moulinier, Journaux intimes de la folie : étude différentielle de l’écriture du sujet dans l’hystérie et la schizophrénie à partir des écrits de Mary Barnes et de Vaslav Nijinski (thèse de doctorat en Psychologie), Rennes, Université Rennes 2, Université Européenne de Bretagne, 2010 (lire en ligne), p. 380